# Recyclage du béton
 (septembre 2018).
Si vous disposez d'ouvrages ou d'articles de référence ou si vous connaissez des sites web de qualité traitant du thème abordé ici, merci de compléter l'article en donnant les références utiles à sa vérifiabilité et en les liant à la section « Notes et références ».

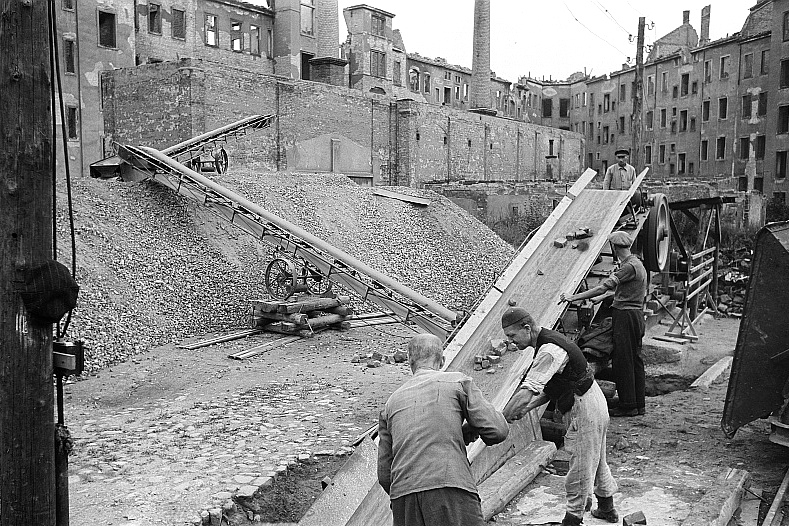
Le béton d'un bâtiment est déposé sur un concasseur portable. C'est l'une des premières étapes du recyclage du béton.

Le recyclage du béton de ciment est un ensemble de techniques utilisées afin de revaloriser les déchets inertes produits par le béton, par exemple, lorsque les structures en béton sont démolies. Autrefois transporté par camion vers des décharges pour enfouissement, le recyclage du béton est une alternative de plus en plus valorisée. Il présente de nombreux avantages sur le plan écologique à l'heure de la convergence des problèmes environnementaux.
Chaque année, le secteur du BTP génère 300 millions de tonnes de déchets qui sont peu ou pas valorisés, le recyclage des déchets se présente donc comme une bonne alternative à l'enfouissement.

## Utilisation des granulats de béton recyclé
A l'heure actuelle, seulement 10 % des 200 millions de tonnes de granulats de béton utilisés par le BTP sont issus d'une filière de recyclage.
En France, 80% des 18 Mt de béton issu de la déconstruction est valorisé.

## Avantages
Le recyclage du béton permet une économie de sable et de gravillons dont l'extraction génère une empreinte environnementale non négligeable. De plus, le sable est une matière première sujette à l'épuisement.